# Leva finanziaria
Il termine leva finanziaria o rapporto d'indebitamento (talvolta sostituito dal termine inglese leverage) consiste nel contrarre debiti con lo scopo di aumentare il profitto, è un indicatore utilizzato anche per misurare l'indebitamento di un'azienda.
In economia aziendale significa l'uso di capitali di terzi a fine di finanziamento.
In finanza aziendale la scommessa di poter ottenere attraverso reinvestimento di capitali prestati un rendimento maggiore delle condizioni del prestito.

## Economia aziendale
Le imprese utilizzano il ricorso al debito (ovvero l'uso di capitali di terzi quali banche o altri finanziatori) come fonte di finanziamento, sia per il suo costo, generalmente inferiore a quello del capitale di rischio (specialmente i debiti a lungo termine), sia per il vantaggio fiscale che esso genera (gli interessi passivi, formalmente denominati oneri finanziari, che esso genera possono essere usati in sede di stesura del bilancio d'esercizio per diminuire l'utile ante imposte, permettendo un abbattimento delle stesse, aumentando così il valore dell'impresa).
Più il rapporto di indebitamento è elevato, più l'impresa e la sua attività economica sarà considerata rischiosa: ad un aumento del rischio corrisponde un aumento della remunerazione attesa dai finanziatori e quindi degli oneri finanziari che l'impresa dovrà sobbarcarsi per reperire ulteriori finanziamenti. A livello economico un incremento dell'indice si traduce quindi in un aumento degli oneri finanziari, dovuto sia al maggiore tasso d'interesse richiesto per i finanziamenti ricevuti sia al fatto che gli oneri finanziari sono calcolati su una base più ampia. È intuitivo comprendere come questo in casi estremi possa portare al fallimento dell'azienda. Alla luce di quanto esposto l'indebitamento risulta conveniente fino a quando il rendimento atteso dall'investimento dei capitali raccolti è maggiore del costo dei capitali stessi.

## Finanza aziendale
Nella ragioneria e nella finanza aziendale, il termine leva finanziaria è utilizzato con riferimento a un dato investimento o attività, e denota il rapporto tra indebitamento finanziario netto e patrimonio netto di un'impresa.
Sfruttare la leva finanziaria, in sostanza, vuol dire prendere in prestito dei capitali confidando nella propria capacità di investirli ottenendo un rendimento maggiore del tasso di interesse richiesto dal prestatore. L'uso della leva finanziaria è tipico degli investimenti azionari in prodotti derivati (futures) o i leveraged buyout, che consiste nel manovrare una determinata quantità di strumenti finanziari utilizzando un investimento di capitale minimo.
Un caso eclatante di sfruttamento della leva finanziaria (intesa nel senso della ragioneria e della finanza aziendale) è dato dagli hedge fund. Questi soggetti economici spesso utilizzano valori della leva finanziaria molto elevati, anche superiori a mille — ossia, l'indebitamento finanziario netto di un hedge fund è spesso mille volte superiore al suo patrimonio netto.